# Vicious – Nacht der Gewalt
Vicious – Nacht der Gewalt ist ein kanadischer Horrorfilm des Subgenres Home Invasion von Gabriel Carrer und Reese Eveneshen aus dem Jahr 2020.

## Handlung
Chris ist überzeugt, dass sein Vermieter Alan seine kleine Tochter vergewaltigt hat. Der Gerichtsprozess ist jedoch zugunsten von Alan entschieden worden. Chris entführt Alan und bringt ihn an Halloween in das Haus von Romina, der Krankenschwester, in deren Obhut seine Tochter verstarb. Sein Plan ist es, ihn dort zu einem Geständnis zu zwingen, um ihn anschließend zu töten. Romina wird dabei zu seiner unfreiwilligen Komplizin. Nach mehreren Folterungen gelingt es Alan mit einem Handy Hilfe von außen anzufordern.
Kurze Zeit später stürmt eine Rockergang das Haus, die jedoch alle im Haus attackiert, auch ihren vermeintlichen Boss. Es gelingt Chris und Romina die ersten Angreifer abzuwehren. Eine zweite Welle betritt jedoch das Haus. Die drei überleben nur knapp und schwer verletzt. Am Schluss betritt der Anführer Gerald die Wohnung und überwältigt alle drei. Schlussendlich schaffen es die drei ihn zu überwältigen und endgültig zu töten. Alan und Chris erliegen ihren Verletzungen.
Es klopft an der Tür und Romina öffnet blutüberströmt die Tür für drei Kinder, die nach Süßigkeiten fragen.

## Hintergrund
Der Film wurde als Low-Budget-Produktion in Toronto gedreht. Die beiden Regisseure Gabriel Carrer und Reese Eveneshen mieteten für die Dreharbeiten ein leerstehendes Haus, das sie mit allen Utensilien, die sie benötigten, selbst einrichteten. Im März 2019 wurden die Hauptdarsteller gecastet, im November 2019 mit den Dreharbeiten begonnen. Die Dreharbeiten gestalteten sich als schwierig, viel Filmmaterial war nicht benutzbar und musste umgeschnitten werden.
Vicious – Nacht der Gewalt wurde in Deutschland von Tiberius Film nur zensiert veröffentlicht. Insgesamt drei Minuten an Splatter-Szenen mussten entfernt werden, um die Freigabe Keine Jugendfreigabe zu erhalten. Eine ungeschnittene Fassung wurde über Nameless in Österreich als Mediabook veröffentlicht.

## Kritiken
Das Lexikon des internationalen Films urteilte: „Ein zuerst als nervenzerrendes Kammerspiel auftretender Thriller, dessen dünne Charaktere und fadenscheinige Dialoge aber unübersehbar sind. In der zweiten Hälfte wandelt sich der Film in ein blutiges Dauergemetzel und versinkt endgültig in Ödnis.“
Frank Trebbin vergab auf OFDb.de zwei von fünf Sternen und einen Härtegrad von 6 von 10 Punkten. Die Bewertung begründete er folgendermaßen: „So nimmt also eine arg konstruierte Geschichte ihren Lauf, die zu nichts weiter dient, als Gewaltszenen aneinander zu reihen, die immer blutiger werden und absurder anmuten. Doch es reicht natürlich heutzutage nicht mehr, sich filmisch einzig und allein im Blut zu suhlen, denn das Schockpotential solcher Bilder ist nur noch limitiert. Gewaltpornografie ist eben schon Tagesgeschäft geworden. Aber auch rein handwerklich betrachtet ist Vicious – Nacht der Gewalt nicht unbedingt großes Kino geworden, denn Optik und Inszenierung bewegen sich gerade mal auf dem Niveau eines ideenlosen TV-Filmchens früherer Tage.“

## Auszeichnungen
| Filmpreis/-festival (Auswahl)                                       | Kategorie                      | Resultat  | Preisträger/Nominierte          | Referenzen  |
| ------------------------------------------------------------------- | ------------------------------ | --------- | ------------------------------- | ----------- |
| Sitges Festival Internacional de Cinema Fantàstic de Catalunya 2020 | Bester Film (Midnight Extreme) | Nominiert | Gabriel Carrer, Reese Eveneshen | [ 6 ]       |
| Fright Fest 2020                                                    | Bester Film                    | Nominiert | k. A.                           | [ 7 ] [ 8 ] |
| Fright Fest 2020                                                    | Beste Regie                    | Nominiert | Gabriel Carrer, Reese Eveneshen | [ 7 ] [ 8 ] |
| Fright Fest 2020                                                    | Lucio Fulci Eye Trauma Award   | Gewonnen  | k. A.                           | [ 7 ] [ 8 ] |
| Fright Fest 2020                                                    | Best Sustained Violence        | Gewonnen  | k. A.                           | [ 7 ] [ 8 ] |